# Крістіана Фюрст
Крістіана Фюрст (нім. Christiane Fürst; 29 березня 1985, Дрезден, НДР) — німецька волейболістка, центральна блокувальниця. Віцечемпіонка Європи і учасниця Олімпійських ігор. Переможниця Ліги чемпіонів ЄКВ, Кубка ЄКВ і клубного чемпіонату світу.

## Із біографії
Учасниця літніх Олімпійських ігор 2004 року, чемпіонатів світу (2006, 2010, 2014), чемпіонатів Європи (2003, 2005, 2007, 2009, 2011, 2013), Всесвітнього гран-прі (2009, 2012, 2013, 2014) і Кубка світу (2011). Срібна призерка континентальних першостей 2011, 2013 і бронзова призерка 2003 року.
Визнавалася найкращою центральною блокувальницею на чемпіонаті світу (2006, 2010), чемпіонатах Європи (2009, 2011, 2013), Кубка світу (2011) і клубної першості світу (20013). Найкраща волейболістка Німеччини 2009 року.
У складі італійського «Скаволіні» (Пезаро) здобула перемогу в Кубку Європейської конфедерації волейболу 2007/2008, з «Фоппапедретті» (Бергамо) у Лізі чемпіонів ЄКВ 2009/2010. Зі стамбульськими «Фенербахче», «Вакіфбанком» і «Еджзаджибаши» ще двічі була найсильнішою в Лізі чемпіонів і тричі — в клубному чемпіонаті світу.

## Клуби
| Роки      | Клуби                     |
| --------- | ------------------------- |
| 2002—2007 | «Дрезднер СК»             |
| 2007—2009 | «Скаволіні» (Пезаро)      |
| 2009—2010 | «Фоппапедретті» (Бергамо) |
| 2010—2011 | «Фенербахче» (Стамбул)    |
| 2011—2014 | «Вакифбанк» (Стамбул)     |
| 2014—2016 | «Еджзаджибаши» (Стамбул)  |
| 2016—2018 | «Денсо Ейрбіс» (Нісіо)    |

## Досягнення
У збірній
Чемпіонат Європи
- Друге місце (2): 2011, 2013
- Третє місце (1): 2003

Євроліга
- Перше місце (1): 2013
- Друге місце (1): 2014

У клубах
Ліга чемпіонів ЄКВ

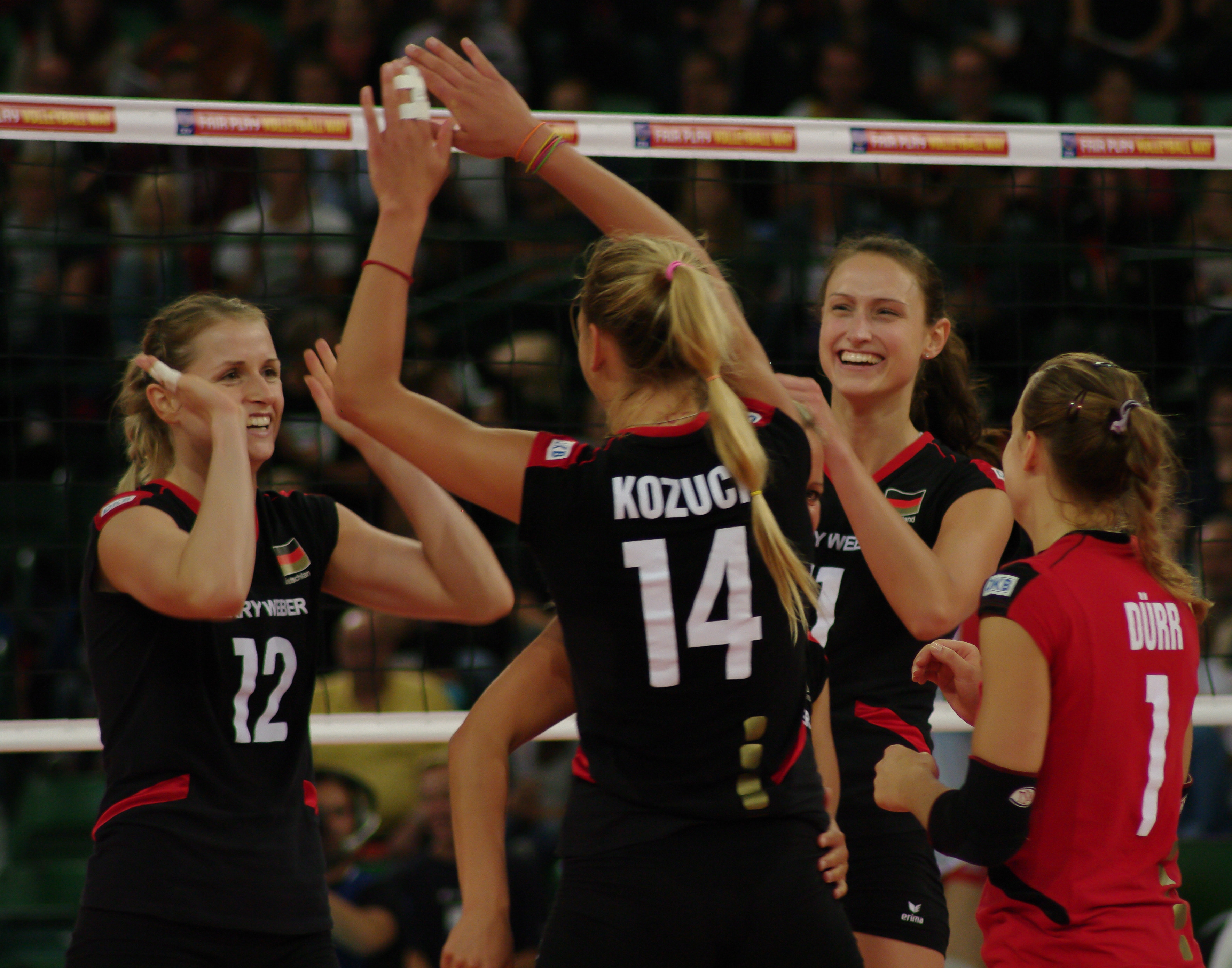
Чемпіонат Європи 2013.

- Перше місце (3): 2010, 2013, 2015
- Друге місце (1): 2014

Клубний чемпіонат світу
- Перше місце (1): 2010, 2013, 2015
- Друге місце (1): 2011

Кубок ЄКВ
- Перше місце (1): 2008

Чемпіонат Німеччини
- Перше місце (1): 2007

Кубок Італії
- Перше місце (4): 2009

Суперкубок Італії
- Перше місце (1): 2008

Чемпіонат Туреччини
- Перше місце (3): 2011, 2013, 2014

Кубок Туреччини
- Перше місце (2): 2013, 2014

Суперкубок Туреччини
- Перше місце (4): 2010, 2013

## Статистика
Статистика виступів на літніх Олімпійських іграх:
| Рік  | Турнір           | Ігри | Сети | Очки | Ср.  | Місце | Примітки |
| ---- | ---------------- | ---- | ---- | ---- | ---- | ----- | -------- |
| 2004 | Олімпійські ігри | 5    | 18   | 42   | 2,33 | 9-10  |          |